# ダニエル・サラゴサ
ダニエル・サラゴサ（Daniel Zaragoza、1957年12月11日 - ）は、メキシコの男性プロボクサー。メキシコシティ出身。元WBC世界バンタム級王者。元WBC世界スーパーバンタム級王者。世界2階級制覇王者。

## 来歴
1980年、メキシコ代表としてモスクワオリンピックボクシングバンタム級に出場し、準々決勝で敗退。当時は弁護士を目指していたがメキシコ代表チーム監督であったナチョ・ベリスタインに誘われ方向転換しプロへ転向。
1980年10月17日、プロデビュー。
1985年5月4日、30戦目でWBC世界バンタム級王座決定戦に出場し、フレディ・ジャクソン（アメリカ合衆国）と対戦。7Rにジャクソンが頭突きによる反則を取られ失格となり世界王座を獲得した。
1985年8月9日、初防衛戦でミゲール・ロラ（コロンビア）と対戦し、0-3の判定負けで王座から陥落した。
1986年4月11日、IBF世界バンタム級王者ジェフ・フェネック（オーストラリア）とノンタイトルマッチで対戦し、0-3の判定負け。
1988年2月29日、階級を上げWBC世界スーパーバンタム級王座決定戦でカルロス・サラテ（メキシコ）と対戦し、10回TKO勝ちで、2階級制覇に成功した。この王座は、李承勲（大韓民国）、バレリオ・ナチ（イタリア）、ポール・バンキ（アメリカ合衆国）、フランキー・デュアルテ（アメリカ合衆国）、朴讃栄（大韓民国）を相手に5度の防衛に成功した。
1990年4月23日、6度目の防衛戦でポール・バンキと再戦し、9回KO負けで王座から陥落した。
1991年6月14日名古屋市総合体育館、WBC世界スーパーバンタム級王者畑中清詞（日本／松田ジム）に挑戦し、2-1の判定勝ちで王座に返り咲いた。
1991年12月9日、ポール・バンキとラバーマッチで対戦し、3-0の判定勝ちで2度目の防衛に成功した。
1992年3月20日、3度目の防衛戦でティリー・ヤコブ（フランス）と対戦し、0-3の判定負けで王座から陥落した。
1992年12月5日、WBC世界スーパーバンタム級王者トレイシー・ハリス・パターソン（アメリカ合衆国）に挑戦し、1-1の判定ドローで王座返り咲きならず。
1993年9月25日、トレイシー・ハリス・パターソンと再戦し、7回TKO負けで王座返り咲きならず。
1995年6月2日、WBC世界スーパーバンタム級王者エクトール・サンチェス（ドミニカ共和国）に挑戦し、0-1の判定ドローで王座返り咲きならず。
1995年11月6日、エクトール・サンチェスと再戦し、2-1の僅差判定勝ちで38歳にして同階級3度目の王座を獲得した。
1996年3月3日、横浜アリーナ初のボクシング興行、辰吉丈一郎（日本／大阪帝拳ジム）と対戦し、11回TKO勝ちで初防衛に成功した。サラゴサは試合前から1996年中の引退を宣言するなどしていた。
1996年7月20日、大阪府立体育会館で原田剛志（日本／ハラダボクシングジム）と対戦し、7回TKO勝ちで2度目の防衛に成功した。
1997年1月11日、ウェイン・マッカラー（北アイルランド）と対戦し、2-1の判定勝ちで3度目の防衛に成功した。
1997年4月14日、辰吉丈一郎と再戦し、3-0の判定勝ちで4度目の防衛に成功した。
1997年9月6日、40歳を目前にした5度目の防衛戦で当時無敗のエリック・モラレス（メキシコ）と対戦。中盤までほぼ互角の熱戦を繰り広げたが、11回KO負けとなった。この試合を最後に現役を引退した。
現在は、トレーナーに転身し、2008年からラファエル・マルケスのトレーナーに付き、マルケスの特徴である攻撃とスピードをキープしながら、ディフェンスの指導をしている。

## 獲得タイトル
- WBC世界スーパーバンタム級王座（1期目は防衛5度、2期目は防衛2度、3期目は防衛4度）
- WBC世界バンタム級王座（防衛0度）
- メキシコバンタム級王座（防衛10度）
- NABF北米スーパーバンタム級王座（防衛2度）